# Fundacja Truckers Life
Jeżeli edytujesz kod źródłowy, to aby uzyskać taki efekt: teoria, elektronem, Witolda Gombrowicza – twórz linki według składni: [[teoria]], [[elektron]]em, [[Witold Gombrowicz|Witolda Gombrowicza]].

Fundacja Truckers Life – działająca w Polsce i Europie organizacja pozarządowa, która we współpracy z partnerami wspiera kierowców zawodowych w zakresie poprawy stanu ich zdrowia i bezpieczeństwa. Fundacja została założona w 2013 roku, posiada status organizacji pożytku publicznego.

## Misja
Fundacja Truckers Life stawia sobie za cel poprawę jakości stanu zdrowia i bezpieczeństwa kierowców zawodowych. Zajmuje się ich edukują z zakresu zapobiegania nieprzewidzianym sytuacjom komunikacyjnym i udzielania pierwszej pomocy w razie ich zaistnienia. Wspiera kierowców w zakresie profilaktyki prozdrowotnej, motywuje do prowadzenia aktywnego trybu życia oraz stosowania zbilansowanej diety.

## Projekty
Projekty realizowane przez Fundację Truckers Life można podzielić na kilka kategorii, do najważniejszych należą:
- Safe Truck to jeden z pierwszych i ważniejszych projektów Fundacji. Projekt miał na celu edukację pracowników firm transportowych z zakresu bezpieczeństwa. Działania te bazowały przede wszystkim na edukacji sektora TSL poprzez: udostępnianie darmowych szkoleń stacjonarnych oraz wydawnictwo i kolportaż poradników edukacyjnych z zakresu mocowania ładunku.
- HeroTrucker – wieloletni program edukacyjny, którego pierwsza edycja miała miejsce w 2019 roku. Był to cykl działań komunikacyjnych mających na celu edukowanie kierowców w zakresie wiedzy na temat zagrożeń w ruchu drogowym – wypadków, kolizji, sposobów przeciwdziałania nim i podejmowania odpowiednich działań w razie ich zaistnienia. w 2020 roku program został poszerzony o darmowe szkolenia z pierwszej pomocy realizowane w całej Polsce.
- Truckers LAB (2018,2019) – ogólnopolskie badania stanu zdrowia kierowców zawodowych. Podczas serii eventów organizowanych w całej Polsce kierowcy mogli wziąć udział w darmowych badaniach diagnozujących ich ogólny stan zdrowia. Łącznie przebadano 1307 kierowców[1].
- Truckers HELP to projekt zrealizowany w 2019 roku. Jego celem było pozyskanie środków finansowych na rzecz rehabilitacji kierowcy, który doznał udaru w trakcie wykonywania czynności zawodowych. Projekt zakończył się sukcesem – zebrano 102% z zakładanej sumy – 80 000,00 zł. Dzięki zebranym na portalu zrzutka.pl środkom, może on korzystać z profesjonalnej rehabilitacji, a stan jego zdrowia systematycznie poprawia się[2].
- Truckers GYM to sztandarowy projekt Fundacji, w ramach którego budowane są przyparkingowe siłownie plenerowe umożliwiające aktywność w trasie i minimalizujące konsekwencje siedzącego trybu pracy. W styczniu 2020 funkcjonowało już ponad 100 siłowni w 4 krajach Europy. Projekt jest kontynuowany, do końca 2020 przewidywana jest budowa kolejnych kilkunastu, przede wszystkim na terenie Niemiec i Polski.
- #activetrucker – projekt realizowany w Social Media mający na celu jednoczenie aktywnych kierowców, a także propagowanie zdrowego stylu życia w trasie.

## Nagrody
Działalność Fundacji na rzecz społeczności kierowców zawodowych (około 500 000 osób w Polsce) została zauważona i doceniona. Rok 2014 przyniósł Fundacji wyróżnienie w kategorii Kampania Społeczna Roku w kategorii “Kampania o tematyce zdrowotnej.” W 2016 otrzymała natomiast główną nagrodę DEKRA Award w kategorii „Bezpieczeństwo na drodze.” Fundacja jest także członkiem związku pracodawców Transport i Logistyka Polska, jak również Stowarzyszenia Partnerstwa dla Bezpieczeństwa.

## Partnerzy
Od początku działalności Fundację wspierają liczne podmioty zewnętrzne – zarówno z sektora publicznego, jak i prywatnego.

## Zasięg prowadzonej działalności
Fundacja udzieliła wsparcia około 30 tys.kierowcom.